# Farsala
Farsala o Farsalo o, più antiquato, Farsaglia o Farsalia (in greco Φάρσαλα?, in latino Pharsālos/Pharsālus, in greco antico: Φάρσαλος?, Pharsalos) è una città in Tessaglia sud orientale, nella Grecia centrale (unità periferica di Larissa). È una delle città più grandi della prefettura ed è sia un comune sia una provincia. Il 9 agosto del 48 a.C. vi si tenne la battaglia decisiva fra l'esercito di Giulio Cesare e quello di Pompeo Magno.
Farsala è collegata con la GR-3, la vecchia autostrada che unisce Larissa e Lamia ed è collegata con la GR-30 che unisce Karditsa e Volos. L'autostrada GR-1/E65 ed E75 corre ad est, Farsala non ne è aggirata. Le catene montuose sono a sud mentre la Pianura della Tessaglia giace a Nord, alcune colline rimangono ad est ed i Campi Farsalici sono nella zona centrale. Farsala è posizionata a Sud-Est di Karditsa, Sud di Larissa, Ovest di Volos e a Nord di Lamia.
La città è il centro economico ed agricolo dell'intera provincia: zona principalmente rurale con produzione di cotone e allevamenti di bestiame, unità produttive specializzate tanto nell'industria tessile che nell'abbigliamento. La produzione principale di Farsala è l'halva.
La popolazione è di 35358 abitanti secondo i dati del censimento del 2001.
A seguito della riforma amministrativa detta Programma Callicrate in vigore dal gennaio 2011 che ha abolito le prefetture e accorpato numerosi comuni, la superficie del comune è ora di 740 km² e la popolazione è passata da 10812 a 23675 abitanti

## L'antica Farsalo
Farsalo fu costruita sopra un pianoro delle montagne Narthakios ad un'altitudine di 160 m s.l.m.  Nel periodo miceneo, la città fu ritenuta essere l'omerica Ftia, capitale del regno di Peleo, padre di Achille e famoso per i suoi Mirmidoni. Ancora permangono al giorno d'oggi le mura ciclopiche che protessero la città, assieme ad una cripta funeraria risalente allo stesso periodo.
La città antica fu una delle città principali nella Tessaglia e capitale della Tetrarchia di Ftia. Nelle guerre persiane, combatté con gli Ateniesi. Nei primi anni del 400 a.C., la città fu parte dei comuni della Tessaglia. Dopo, si unì al Regno di Macedonia sotto Filippo II. L'area divenne il teatro dove gli abitanti dell'Etolia e della Tessaglia si scontrarono con i Macedoni, specialmente durante la seconda guerra macedone e la terza guerra macedone. Dopo la fine del regno macedone, Farsalo e l'intera area divennero parte della Repubblica romana. La regione subì distruzioni per tutta la durata della guerra civile che imperversava a Roma, dovuta al passaggio degli eserciti, dei Traci, e ad alte tasse create per pagare i soldati durante la guerra.
Farsalo fu il luogo ove venne combattuta la battaglia di Farsalo, nel 48 a.C. dove Gaio Giulio Cesare sconfisse Gneo Pompeo Magno.

## Farsala al giorno d'oggi
Farsala fu liberata dall'Impero Ottomano nel 1881 ed assieme al resto della Tessaglia divenne parte della Grecia. Durante la prima Guerra Greco-Turca (1897), una grande battaglia ebbe luogo proprio nelle vicinanze di Farsala.

## Dipendenze
- Stathmos Farsalon (Stazione Ferroviaria di Farsala) - nei pressi di Farsala

## Libri
Hilari Bell, autrice statunitense, ha scritto una trilogia ambientata in un'area fittizia nei pressi di Farsala. I suoi tre libri sono Fall of a Kingdom (2003), Rise of a Hero (2005) e Forging the Sword (2006).

## Società

### Evoluzione demografica
L'evoluzione della popolazione della località capoluogo nel corso degli ultimi censimenti è la seguente:
| Anno | Popolazione | Variazione   | Popolazione nell'intera area | Variazione |       |
| ---- | ----------- | ------------ | ---------------------------- | ---------- | ----- |
| 1981 | 7,211       | -            | -                            | -          | -/km² |
| 1991 | 8,457       | 1,202/16.67% | 9,464                        | -          | -/km² |
| 2001 | 9,801       | -            | -                            | -          | -/km² |